# Südpark (München)
Koordinaten: 48° 6′ 11,8″ N, 11° 30′ 40,3″ O

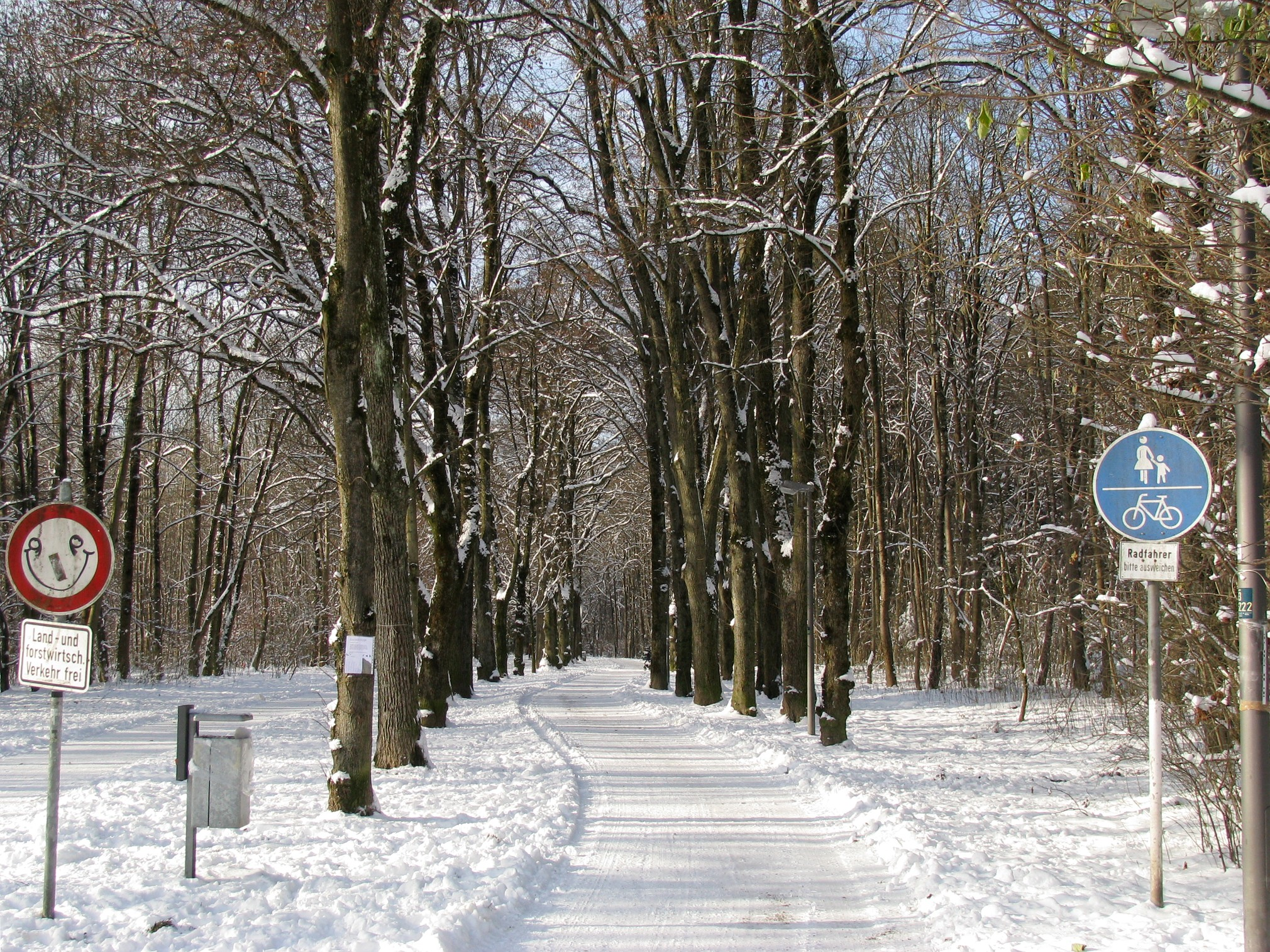
Südpark im Winter

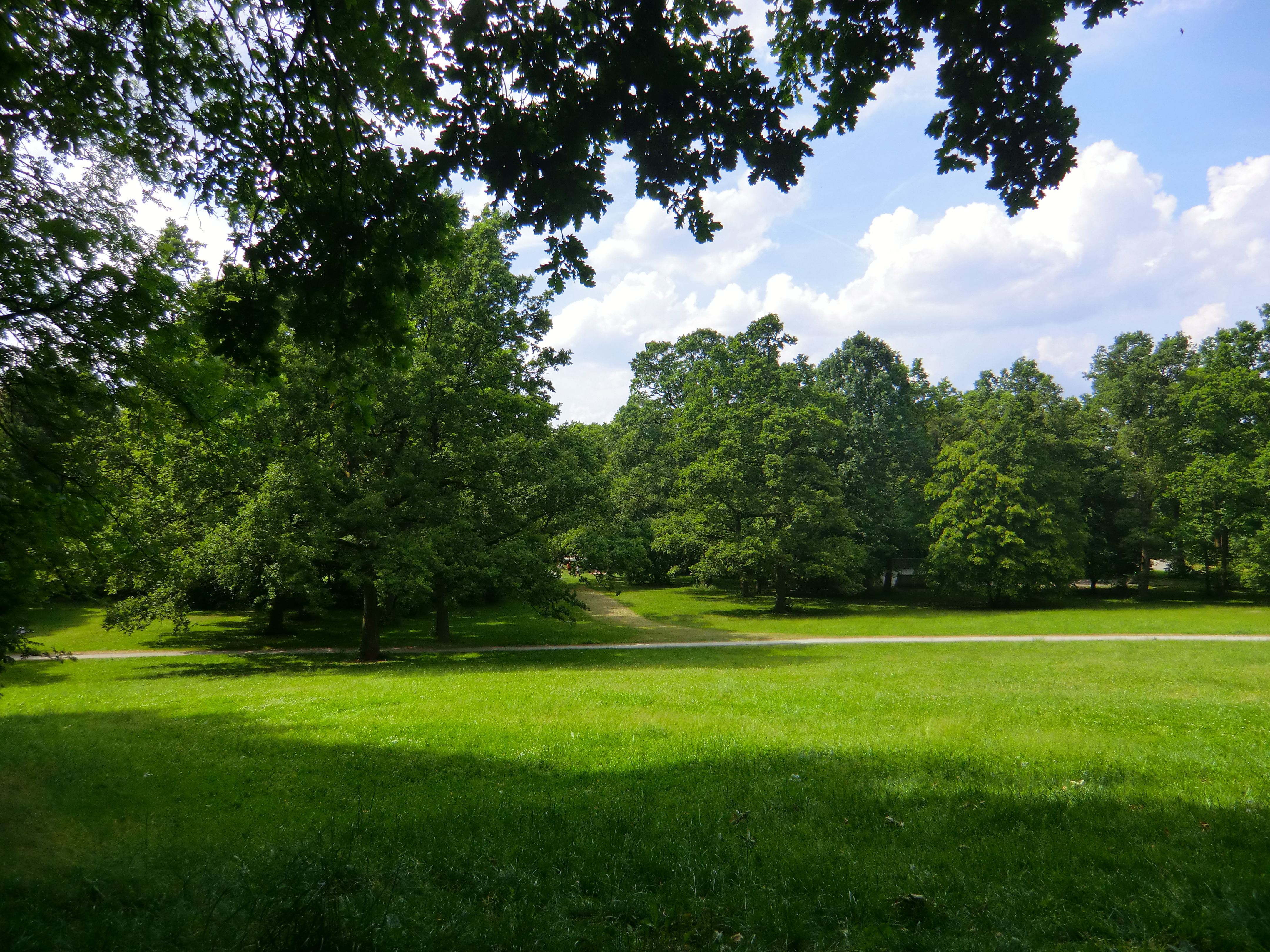
Südpark (südöstlicher Teil) im Sommer.

Der Südpark ist eine waldreiche Parkanlage in Obersendling.
In den Jahren 1969 und 1970 wurde der Sendlinger Wald in einer Ausdehnung von rund 60 Hektar zum heutigen Südpark umgestaltet.
Er wird begrenzt von der Bundesautobahn 95 (Olympiastraße), der Inninger Straße, der Holzhausener Straße, Wohnhäusern an der Aichacher Straße, einem kurzen Stück der Höglwörther Straße, dem Surheimer Weg, der Zielstattstraße, wiederum der Höglwörther Straße und der Boschetsrieder Straße.
Der Südpark bietet in üppigem Grün ausgedehnte Spazierwege, Liegewiesen, mehrere Kinderspielplätze, einen Trimm-Dich-Pfad, Tischtennisplatten, einen Skatepark, Stockschießbahnen und im Winter einen Rodelberg.
Auf dem Gelände der früheren Tierkörperverwertung im Wald ist jetzt ein städtisches Gartenbauamt untergebracht (Inninger Str. 30). Am Ostrand des Südparks liegen die Grundschule an der Zielstattstraße und die Bezirkssportanlage Surheimer Weg 3 München.
Nach dem Südpark benannt ist das nahe, südlich gelegene Quartier „Am Südpark“, welches ab 2015 für etwa 2500 Menschen und 400 Arbeitsplätze errichtet wurde.